# Namib

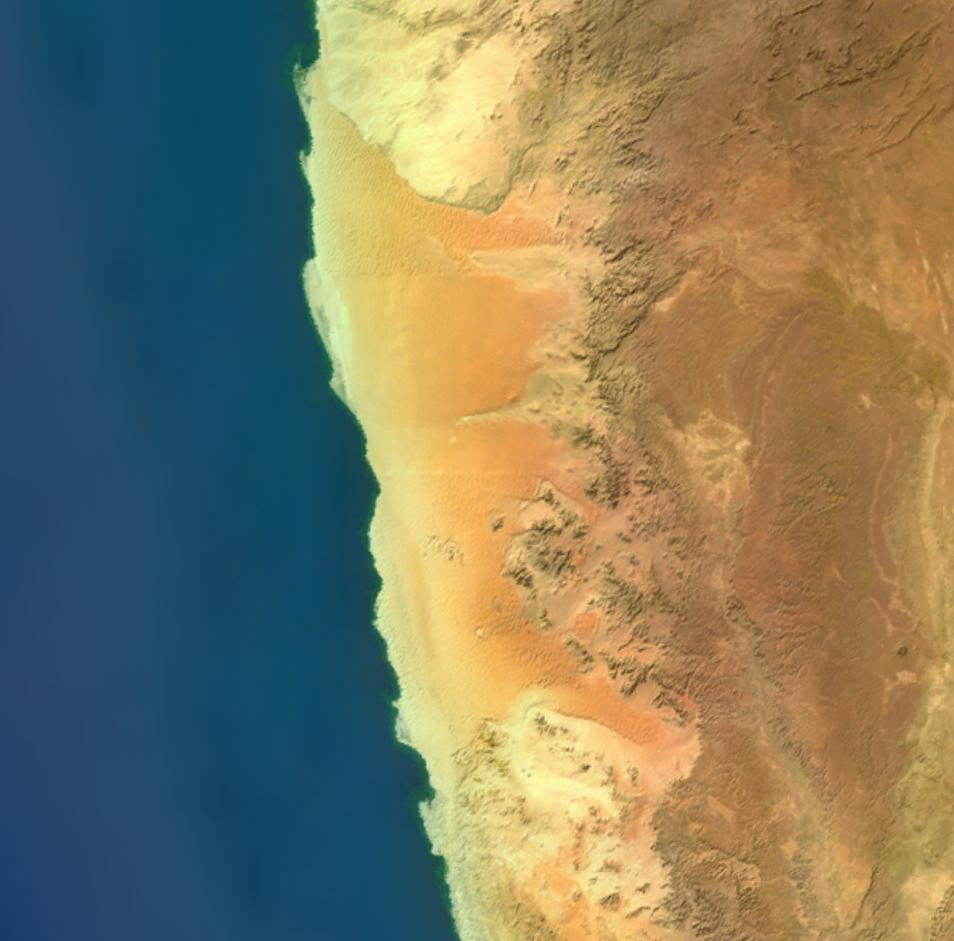
Satellitenbild der Namib zwischen Walvis Bay und Lüderitz

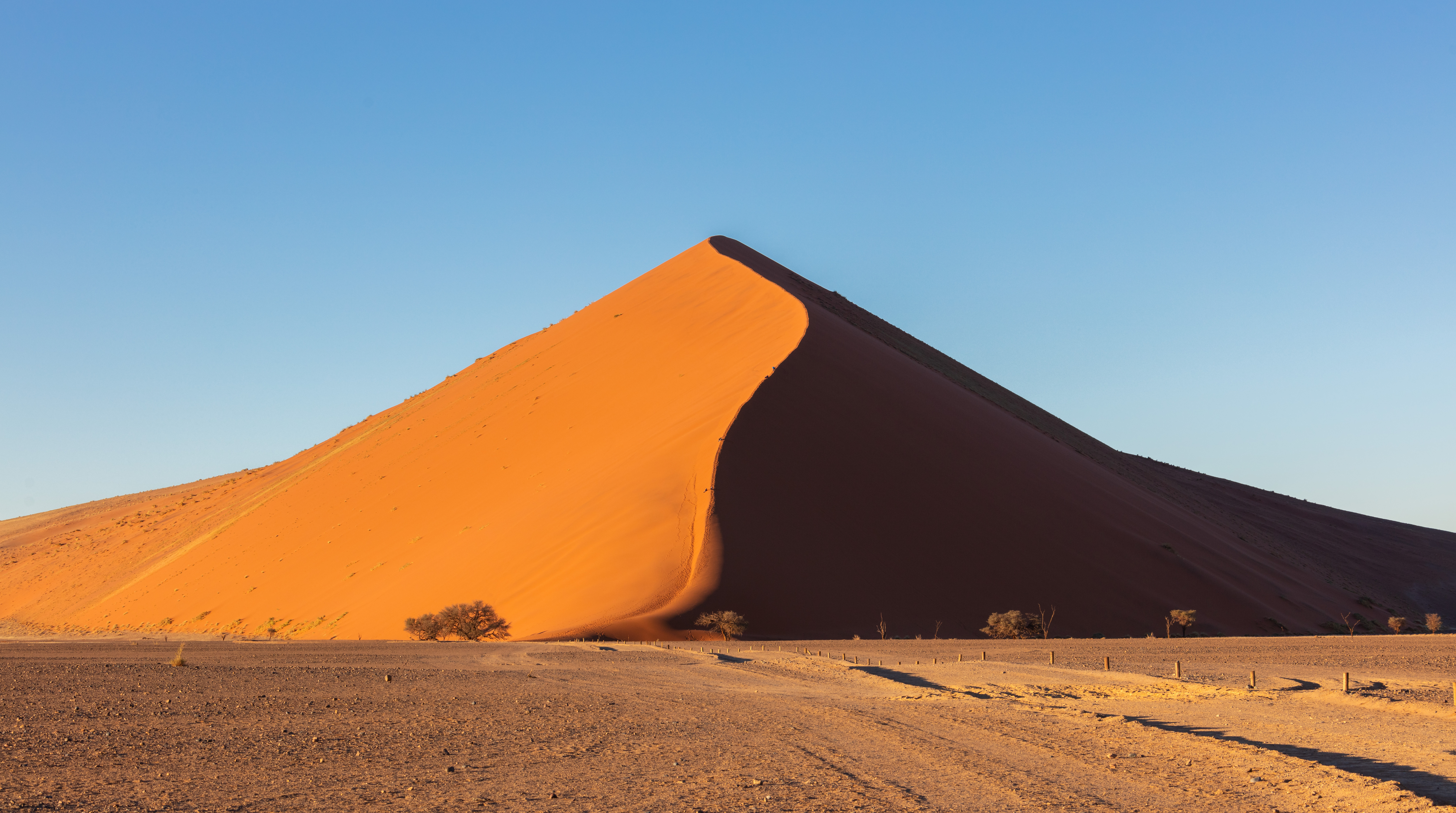
Düne in der Nähe des Sossusvlei

Die Namib (Khoekhoegowab für weiter Platz) ist eine Wüste an der Südwestküste Afrikas. Sie liegt zum weitaus größten Teil auf dem Gebiet von Namibia sowie in Angola und beheimatet die Nationalparks Namib-Skelettküste, Tsau-ǁKhaeb-(Sperrgebiet)Klicklaut und Dorob in Namibia sowie Iona in Angola. Da die Namib direkt an der Küste des Atlantiks beginnt, ist sie eine der wenigen Küsten- und Nebelwüsten der Erde.
Seit dem 20. Juni 2013 sind weite Teile der Namib als Namib Sand Sea („Namib-Sandmeer“) UNESCO-Welterbe.
Der Name des Staates Namibia leitet sich von der Namib ab. Er wurde bei der Unabhängigkeit als neutrale Bezeichnung gewählt, um keine der zahlreichen namibischen Ethnien zu benachteiligen. Als Namensgeber Namibias gilt der namibische Politiker Mburumba Kerina.

## Geographie

Big Daddy Düne (links) und Dead Vlei (helle Fläche)

Die Ausdehnung der Namib beträgt von Norden (Benguela, Angola) nach Süden (bis zum Oranje; einigen Quellen nach auch darüber hinaus nach Südafrika hinein) rund 2000 Kilometer, sie reicht bis 160 Kilometer in das Land hinein. Die Namib ist etwa 95.000 km² groß und liegt im Mittel knapp 500 Meter über dem Meeresspiegel. Das als UNESCO-Welterbe eingestufte „Namib-Sandmeer“ hat eine Fläche von rund 31.000 km², weitere 9.000 km² sind als Übergangszone (buffer zone) definiert.
In ihrem nördlichen Teil zum Grenzfluss Kunene hin bildet sie die als Schiffsfriedhof bekannte Skelettküste, wo zahlreiche Schiffsgerippe aus dem Sand ragen. Ihr mittlerer Abschnitt beherbergt mit Swakopmund und Walvis Bay zwei der wichtigsten Städte des Landes und den einzigen Tiefseehafen Namibias. Im Süden wiederum erstreckt sich auf etwa 500 Kilometern Länge das Diamantensperrgebiet um Lüderitz, in dem auch heute noch Edelsteine gewonnen werden. Der Schwerpunkt der Diamantenförderung hat sich jedoch an den Oranje und dessen Mündungsgebiet im Atlantik verlagert (Offshore-Abbau). Die Diamantengewinnung macht gut ein Drittel des namibischen Exporterlöses aus.
Bekannt ist die Namib für ihre Sanddünen, die, je nach Sonnenstand und Feuchtigkeitsgehalt, intensiv ihre Farben ändern. Zu nennen sind hier besonders die Dünen zwischen Swakopmund und Walvis Bay, die Düne 45 (24° 43′ 53,8″ S, 15° 28′ 19,5″ O) sowie die – häufig als höchste Dünen der Erde bezeichneten – Dünen beim Sossusvlei, etwa die Düne Big Daddy (24° 45′ 47,5″ S, 15° 18′ 11,7″ O), die rund 380 Meter hoch ist. Die roten Dünen der südlichen Namib sind außer im Sossusvlei nur in den Tirasbergen, auf der Farm Gunsbewys, zugänglich.

## Klima

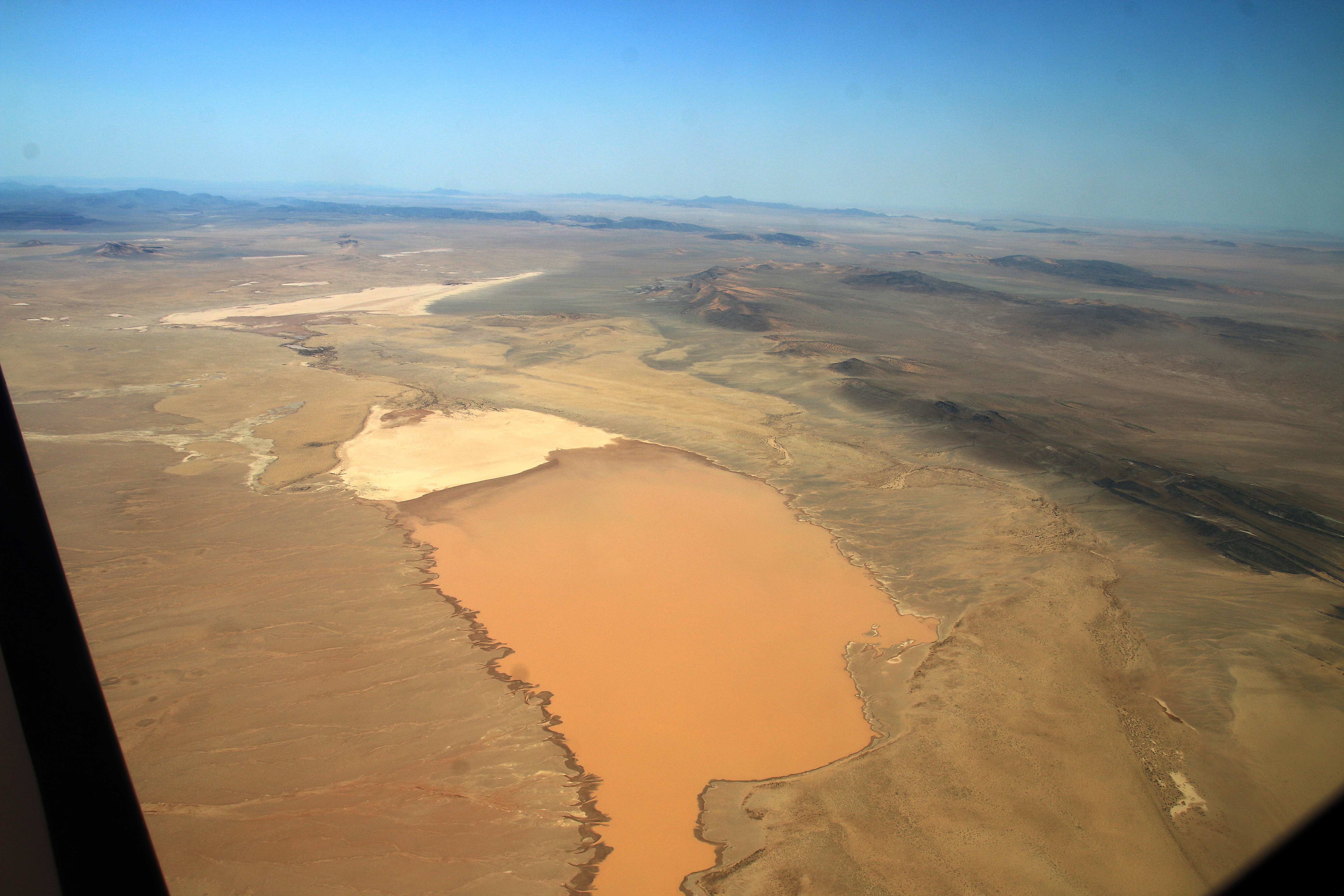
Wasser in einem Vlei in der südlichen Namib in der Nähe der Tsausberge nach seltenem Regen im Oktober 2018

Die Namib ist mit einem Alter von rund 80 Millionen Jahren die älteste Wüste der Welt und zugleich einer der unwirtlichsten Orte des Planeten. Bei Tagestemperaturen deutlich über 50 °C, Nachttemperaturen von unter 0 °C, jahrzehntelang andauernden Trockenperioden sowie häufigen Sandstürmen sind Pflanzen und Tiere extremen Lebensbedingungen ausgesetzt. Da diese jedoch über sehr lange Zeiträume stabil geblieben sind, hat es doch eine ganze Reihe von Lebewesen geschafft, sich anzupassen und (nur) hier heimisch zu werden, wie zum Beispiel die Welwitschie (Welwitschia mirabilis).
Die Trockenheit der Namib ist auf küstennahe, kalte Meeresströmungen zurückzuführen, ähnlich der Atacamawüste in Chile: an der Küste des Atlantiks fließt der aus der Antarktis kommende Benguela-Strom und führt der Region vergleichsweise kaltes Antarktiswasser zu (siehe auch Küstenwüste). Dies führt zur Kondensation der in der Luft enthaltenen Feuchtigkeit. Durch das kalte Wasser ist die Luftschichtung immer sehr stabil, es gibt daher so gut wie keine hochreichende Konvektion und damit auch keine Regenfälle. Dafür gibt es an ungefähr 200 Tagen im Jahr Nebel in der Küstenregion. Dieser Nebel schlägt sich in den kalten Frühmorgenstunden nieder und ist für viele der dort lebenden Tiere und Pflanzen die einzige Feuchtigkeitsquelle (siehe Nebelkondensation und Nebelwüste).

## Paläoklima
Das Alter der Namib wird immer noch (Stand 2010) kontrovers diskutiert. Das Problem hierbei ist eine Unterscheidung einer mesozoischen Gondwana-Binnenwüste von der heute ausgeprägten Küstenwüste. Der Beginn der Küstenwüste scheint mit der Vereisung der Antarktis und dem Anspringen der thermohalinen Zirkulation sowie des Benguelastroms einherzugehen und fällt ins Neogen, genauere Angaben verweisen hier auf das mittlere bzw. obere Miozän. Weit ältere Formationen könnten jedoch auch eine Existenz der Wüste bereits im Anschluss an die Gondwana-Binnenwüste belegen und würden somit ins Mesozoikum fallen.
Während des Maximums der letzten Eiszeit vor rund 20.000 Jahren herrschten in ganz Südwestafrika hoch aride Bedingungen bis in das Kalahari-Becken. Vor ca. 8000–4000 Jahren erreichte die Namib eine sehr geringe Ausdehnung; seitdem wuchs sie wieder.

## Flora und Fauna

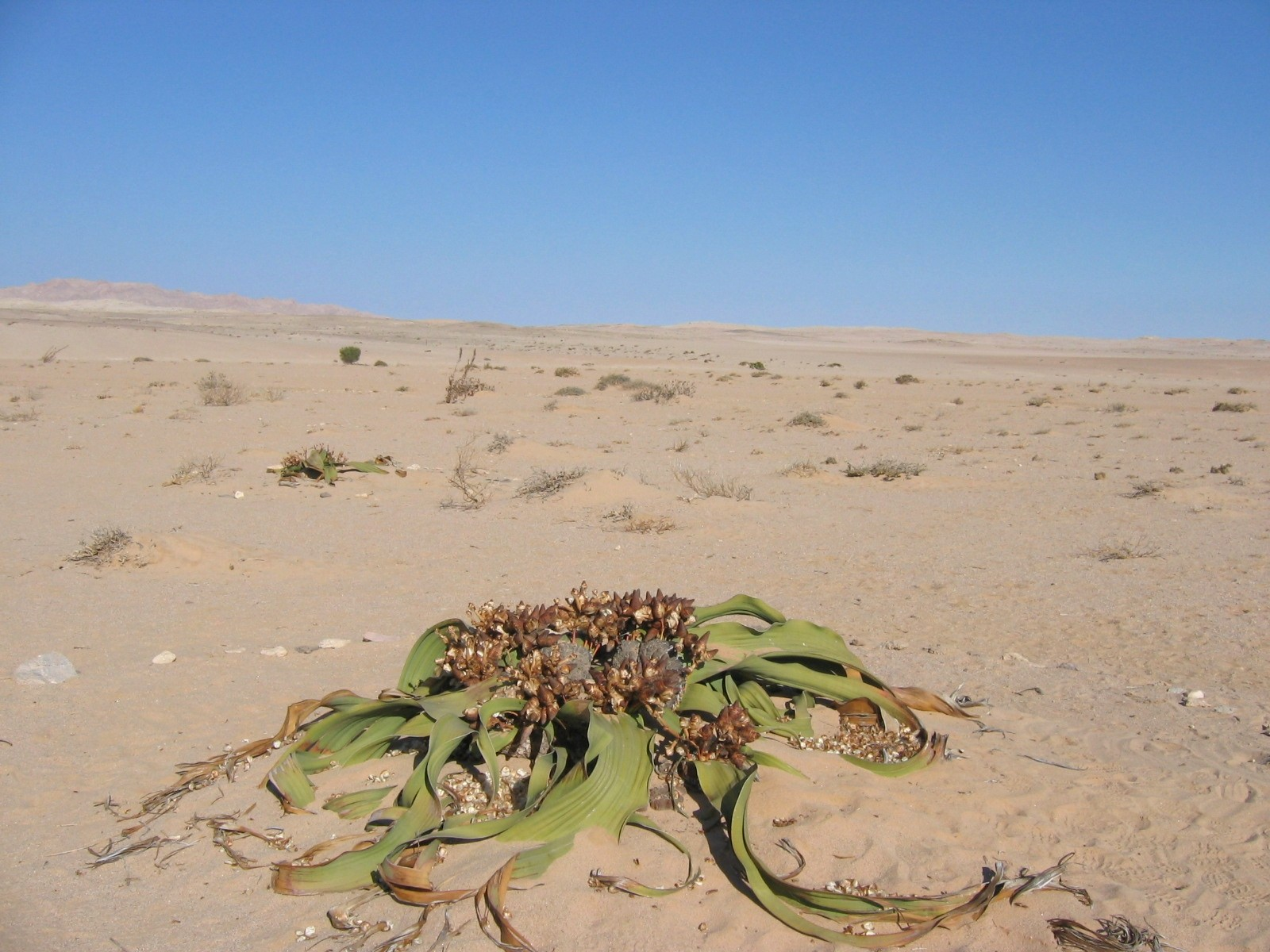
Welwitschie in der Welwitschia Plain, Zentrale Namib

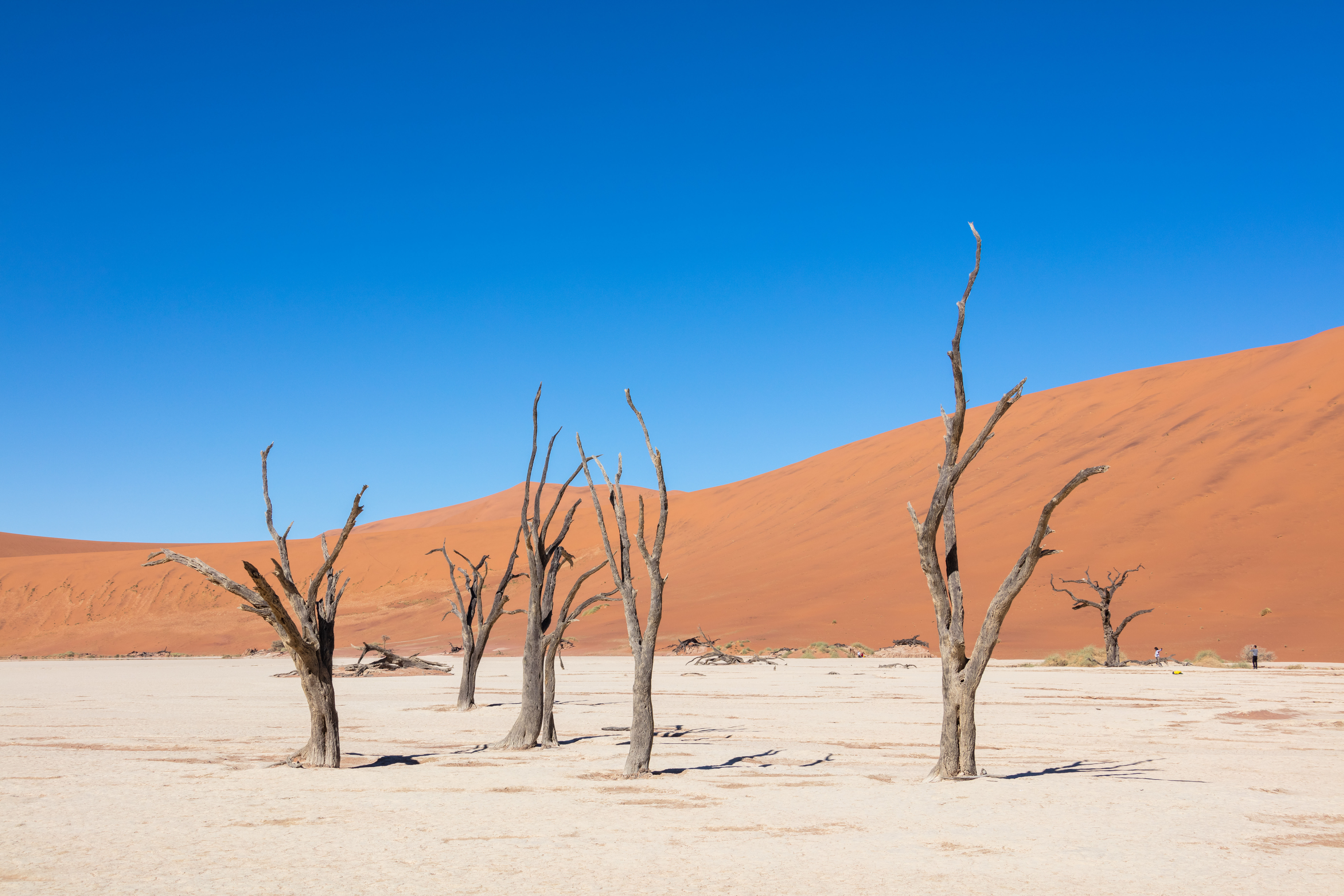
Ausgetrocknete Kameldorne (Acacia erioloba) in Dead Vlei

Auch in dieser lebensfeindlichen Umgebung haben sich Pflanzen und Tiere angesiedelt und an die besonderen Bedingungen angepasst. Eine der bekanntesten Pflanzen in der südwestafrikanischen Wüste ist die Welwitschie, benannt nach ihrem Entdecker, dem österreichischen Biologen Friedrich Welwitsch. Sie kann über 2000 Jahre alt werden und produziert während ihres langen Lebens nur zwei Blätter. Die Blätter wachsen ununterbrochen, können bis zu acht Meter lang werden, aber brechen an den Enden, zum Teil auch durch Wildfraß bedingt, immer wieder ab und bilden regelrechte Büsche.
In den feuchteren Teilen der Namib ist der Naras-Strauch anzutreffen, dessen nahrhafte Früchte, die Naras-Melonen, einer Vielzahl von Tieren als Nahrungsgrundlage dienen, darunter Elefanten, Stachelschweinen und Rennmäusen.
Die hier lebenden Tiere haben besondere Fähigkeiten entwickelt, mit deren Hilfe sie in der Hitze und Trockenheit überleben können. Der Namib-Sandgecko rennt auf netzartig gespreizten Füßen über den bis zu 70 °C heißen Wüstenboden und wechselt ständig seine Standbeine, wenn er kurze Zeit ausruht. Wird es ihm zu heiß, gräbt er sich ein – eine Strategie, die auch der Zwergpuffotter (Seitenwinder-Schlange) über die heißen Stunden hilft, wobei ihr Schwanz aus dem Sand schaut. Dieser zieht Reptilien auf der Jagd nach Kleingetier an und dient der Schlange als Köder. Andere Tiere haben ihren Lebensraum ganz unter die Erde verlegt, wie der Wüstenmull (siehe auch Graumulle), oder weichen der Tageshitze aus, indem sie nachtaktiv sind.
Auch größere Tiere haben sich dem Wüstenklima angepasst: Spitzmaulnashörner durch Vergrößerung ihres Territoriums. Sie durchstreifen Gebiete von bis zu 2000 Quadratkilometern, ein Vielfaches von dem, was ihre Verwandten in anderen Teilen Afrikas beanspruchen. Dank ihrer etwas größeren Füße versinken die schweren Einzelgänger nicht im Sand. Besondere Fähigkeiten im Aufspüren und Freilegen von unterirdischen Wasseradern haben sich die hier lebenden Wüstenelefanten angeeignet – so erfolgreich, dass ihr Bestand in den letzten zehn Jahren aus der „Ausrottungsbedrohung“ herausgewachsen ist. Ein Paradebeispiel für Anpassungsfähigkeit sind die Spießböcke (auch Gemsböcke oder Oryx genannt): sie können gänzlich ohne freies Wasser auskommen und decken ihren Flüssigkeitsbedarf allein aus der Nahrung; zudem können sie mit einer Körpertemperatur von deutlich über 40 °C leben. Daher wurde der Spießbock auch zum Wappentier Namibias auserkoren. Weiterhin ist es verwilderten Pferden gelungen, sich anzupassen. 
Nutznießer des kalten und sehr fischreichen Benguelastroms sind ferner die Südafrikanischen Seebären, die an der Namib-Küste zu Hunderttausenden vorkommen und hier ihre Jungen gebären. Zum Teil liegen diese Robbenkolonien im Diamantensperrgebiet oder im besonders geschützten Skeleton Coast Park und sind daher nicht frei zugänglich. Lediglich am Cape Cross nördlich von Swakopmund kann eine solche Kolonie besichtigt werden. Die großen Robbenpopulationen bilden ihrerseits wieder die Nahrungsgrundlage für Schabrackenschakale, Schabrackenhyänen (wegen ihres Habitats auch Strandwölfe genannt) und die so genannten Strandlöwen.
Weiter bedingt der kalte Benguelastrom das Vorkommen von Pinguinen – allerdings vor allem an der Küste der Kap-Halbinsel und nur in kleineren Stückzahlen auch auf der Pinguininsel vor Lüderitz.
Die Namib wird zunehmend touristisch erschlossen. Immer mehr Menschen suchen die Einsamkeit der Wüste. Die Entstehung privater Wildgebiete und neuer Lodges hat dazu geführt, dass Wüstentiere wieder in größerer Zahl vorkommen.